# Pravna sposobnost
Pravna sposobnost je sposobnost biti nositeljem prava i obveza. Pravna sposobnost je osnovno svojstvo pravnog subjekta. Svaka fizička i pravna osoba ima pravnu sposobnost.

## Pravna sposobnost fizičkih osoba
Fizička osoba sječe pravnu sposobnost rođenjem, a gubi je smrću. Pravilo je da dijete koje je rođeno živo postaje pravnim subjektom, odnosno pravno sposobno. Dovoljno je da dijete pokazuje znakove života, ali ne mora biti sposobno za život, pri tom porod mora biti završen. Prema hrvatskom pravu, smatra se da je dijete rođeno živo, osim ako se ne utvrdi suprotno.
Uzima se da je začeto dijete rođeno, kadgod se radi o njegovim probicima, pod uvjetom da se rodi živo.  U dvojbi koja je od više osoba prije umrla, smatra se da su umrle istodobno, ne utvrdi li se da je jedna umrla prije druge.
Fizička osoba u pravilu može biti nositeljem svih prava i obveza, odnosno ona djeluje u okviru onoga što joj nije izričito zabranjeno.

## Pravna sposobnost pravnih osoba
Pravna osoba stječe pravnu sposobnost danom svojega nastanka koji se utvrđuje posebnim propisima.

## Poveznice
- Poslovna sposobnost
- Stranačka sposobnost
- Deliktna sposobnost